# Юра (гори)
Юра (фр. [ʒyʁa]; нім. [ˈjuːra]; фр. Massif du Jura; нім. Juragebirge; іт. Massiccio del Giura) — гірський масив у Західній Європі, головним чином розташований уздовж кордону між Швейцарією та Францією. Іноді до нього також відносять Швабський і Франконський Альби, розташовані на території Німеччини. Гори дали назву Юрському періоду, французькому департаменту Жура та однойменному кантону Швейцарії.
Масив характеризується формою півмісяця, що простягається на понад 340 км між Цюрихом та Вореппом, слідуючи за вигином альпійської дуги. Висота до 1720 м (Кре-де-ля-Неж). Масив обмежений Савойськими Альпами і Шварцвальдом. Його утворюють паралельні хребти, що складаються здебільшого з юрських вапняків і мергелів, розвинутий і карст.
На схилах ростуть букові ліси, вище (до 1300–1400 м) — ліси з ялини і ялиці, на вершинах — альпійські луки.
Розрізняють декілька районів гірського масиву Юра:
- Швейцарська Юра — південно-східна частина гір на території Швейцарії. Довжина — близько 200 км. Висота до 1679 м (гора Мон-Тандр ). Обриваються уступом висотою до 1000 м до Швейцарського плато.
- Французька Юра — західна і південна частини гір на території Франції. Опускаються ступенями на північний захід.
- Швабсько-Франконська Юра (Швабський Альб і Франконский Альб) — частина масиву на території Німеччини.

### Етимологія
Назва Юра походить від франко-провансальського Juris та від латинського Juria, що означало «гірський ліс». В свою чергу ці слова походять від кельтського Jor (Йор), що значить «лісиста висота».